# 角谷淳志
角谷 淳志（かくたに あつし、1985年4月23日 - ）は、日本の男性プロボクサー、元陸上自衛官。兵庫県丹波篠山市出身。金沢ボクシングジム所属。

## 来歴
小学生のときに少林寺拳法を習い、篠山産業高校東雲分校（現東雲高校）進学後にボクシングと出会う。
卒業後は陸上自衛隊伊丹駐屯地に進み、小銃部隊と格闘部隊に配属される。
自衛隊には2年間勤務した後、大阪の金沢ジムで本格的にボクシングを始め、2008年プロテスト合格。
2月29日、岩橋裕馬戦でデビューしKO勝利。3戦連続KO勝利も4戦目で初黒星。
2010年新人王にフライ級でエントリーし、西軍代表として東軍代表堀陽太に判定勝利を収め全日本新人王獲得。
2011年6月17日、後楽園ホールで勝又ジムのフィリピン人、ウォーズ・カツマタに1回KO負け。
9月24日、松浦克哉に判定勝利で再起。
2012年7月22日、初タイトル挑戦として帝里木下が持つ日本スーパーフライ級王座に挑むが、判定で敗れ王座ならず。
2013年8月31日、初の世界挑戦として敵地メキシコでWBC世界ライトフライ級王者アドリアン・エルナンデスとに挑む。序盤から激しい打ち合いになり、1回にダウンを奪うが、3回に逆にダウンを奪われ、4回もダウンを喫するとレフェリーストップTKO負けで王座奪取に失敗。
12月31日、井岡一翔の世界戦のアンダーカードとして再起戦を行い、タミンカオ・ソーターンティップに2回KO勝利。
2014年9月14日、地元の篠山総合スポーツセンター体育館にてダウット・マノプカルンチャンと対戦、4回TKO勝利。

## 戦績
- プロボクシング：27戦 19勝 (12KO) 7敗 1分

## 獲得タイトル
- 第57回全日本フライ級新人王